# Vbba – Gewerkschaft Arbeit und Soziales
Die vbba – Gewerkschaft Arbeit und Soziales ist eine Fachgewerkschaft im DBB Beamtenbund und Tarifunion. Bis zum 15. Mai 2014 hieß diese Vereinigung der Beschäftigten der Berufs- und Arbeitsmarktdienstleister.

## Aufgaben
Diese Gewerkschaft hat ihren Ursprung und die meisten Mitglieder in der Bundesagentur für Arbeit und den Jobcentern. Sie bietet ihren Mitgliedern eine berufsbezogene Vertretung in sozialen, wirtschaftlichen und rechtlichen Belangen. Sie gewährt Rechtsschutz, zahlt im Falle eines Streiks oder einer Maßregelung ein Streikgeld, bietet Bildungsveranstaltungen und sichert ihre Mitglieder in der Freizeit durch eine Freizeitunfallversicherung ab. Die vbba informiert ihre Mitglieder durch das vbba-magazin über aktuelle Fragen und Probleme.
Die vbba ist Tarifpartner für den Tarifvertrag für die Arbeitnehmerinnen und Arbeitnehmer der Bundesagentur für Arbeit (TV-BA).

## Struktur
Die vbba organisiert sich bundesweit in über 200 regionale Gruppen und in 11 Landesgruppen. Höchstes Entscheidungsgremium ist der Bundesgewerkschaftstag, der alle vier Jahre stattfindet - das nächste Mal 2026. Daten zur Zahl der Mitglieder veröffentlicht die Gewerkschaft nicht (mehr). Der vom Bundesgewerkschaftstag gewählte Bundesvorstand bildet zusammen mit den benannten Mitgliedern der Landesgruppen, den vbba-Mitgliedern des Hauptpersonalrats und der Hauptjugend- und Auszubildendenvertretung der Bundesagentur für Arbeit, den vbba-Mitgliedern im geschäftsführenden Bundesvorstand der Jobcenterpersonalräte sowie den jeweiligen Vorsitzenden der vbba-Frauen-, Jugend und Seniorenvertretung den Bundeshauptvorstand. Dieser tagt mindestens einmal jährlich und entscheidet über berufspolitische und soziale Grundsatzfragen sowie Organisations- und Haushaltsfragen.
Die vbba unterstützt als Mitglied im dbb die Reformziele des dbb, insbesondere die Einbeziehung der Mitarbeiter in den Reformprozess der BA und die zukunftsorientierte Fortentwicklung des Berufsbeamtentums.